# Un segreto d'importanza
Un segreto d'importanza ovvero La faticosa vecchiaia di Wolfgang Amadeus Mozart è un'opera lirica in un atto su libretto di Lorenzo Arruga e musica di Sergio Rendine.
La prima esecuzione assoluta è avvenuta il 6 marzo 1992 all'Opéra di Montecarlo, Principato di Monaco, da parte dell'Orchestre Philharmonique de Montecarlo diretta da Gianluigi Gelmetti.